# Poecilochaetus fulgoris
Poecilochaetus fulgoris är en ringmaskart som beskrevs av Claparède in Ehlers 1875. Poecilochaetus fulgoris ingår i släktet Poecilochaetus och familjen Poecilochaetidae. Inga underarter finns listade i Catalogue of Life.